# Dyskografia Anthony’ego B
Dyskografia Anthony’ego B, jamajskiego wykonawcy muzyki reggae i dancehall.

## Albumy studyjne
| L.p. | Tytuł                                                 | Data wydania | Wytwórnia                | Format |
| ---- | ----------------------------------------------------- | ------------ | ------------------------ | ------ |
| 1.   | So Many Things (w USA) Real Revolutionary (w Europie) | 1996         | VP Greensleeves          | CD     |
| 2.   | Predator & Prey                                       | 1997         | Alpha Enterprise         | CD     |
| 3.   | Universal Struggle                                    | 1997         | VP                       | CD, LP |
| 4.   | Seven Seals                                           | 1999         | VP                       | CD, LP |
| 5.   | More Love                                             | 2001         | Artists Only!            | CD     |
| 6.   | That’s Life                                           | 2001         | VP                       | CD, LP |
| 7.   | Street Knowledge                                      | 2003         | Nocturne / VP            | CD, LP |
| 8.   | Smoke Free                                            | 2003         | Bogalusa                 | CD, LP |
| 9.   | Judgement Time                                        | 2004         | 2B1                      | CD     |
| 10.  | Wise Man Chant                                        | 2004         | Black Scorpio            | CD, LP |
| 11.  | Justice Fight                                         | 2004         | Nocturne / Fire Ball     | CD, LP |
| 12.  | Untouchable                                           | 2004         | Togetherness / Pyramid   | CD, LP |
| 13.  | Powers of Creation                                    | 2004         | Nocturne / On The Corner | CD, LP |
| 14.  | Black Star                                            | 2005         | Greensleeves             | CD, LP |
| 15.  | My Hope                                               | 2005         | Minor 7 Flat 5           | CD, LP |
| 16.  | Confused Times                                        | 2005         | Penitentiary             | CD     |
| 17.  | Gather & Come                                         | 2006         | Penitentiary             | CD, LP |
| 18.  | Suffering Man                                         | 2006         | Tad's                    | CD     |
| 19.  | Higher Meditation                                     | 2007         | Greensleeves             | CD, LP |
| 20.  | Live over Death                                       | 2008         | Born Fire                | CD     |
| 21.  | True Rastaman                                         | 2008         | Penitentiary             | CD     |
| 22.  | Rise Up                                               | 2008         | Greensleeves             | CD, LP |
| 23.  | Encore                                                | 2010         | Truck Back               | CD     |
| 24.  | Rasta Love                                            | 2011         | Born Fire                | CD     |
| 25.  | Freedom Fighter                                       | 2012         | Irievibrations / VP      | CD, LP |
| 26.  | Tribute To Legends                                    | 2013         | Born Fire                | CD     |

## Albumy koncertowe
| L.p. | Tytuł                   | Data wydania | Wytwórnia | Format | Komentarz                                      |
| ---- | ----------------------- | ------------ | --------- | ------ | ---------------------------------------------- |
| 1.   | Live On the Battlefield | 2002         | Jahmin'   | CD     | nagranie z występu w Tuluzie w lipcu 2001 roku |

## Kompilacje
| L.p. | Tytuł                               | Data wydania | Wytwórnia | Format | Komentarz                                                          |
| ---- | ----------------------------------- | ------------ | --------- | ------ | ------------------------------------------------------------------ |
| 1.   | Anthony B & Friends                 | 1998         | Rhino     | CD     | składanka utworów Anthony’ego i jego przyjaciół ze sceny muzycznej |
| 2.   | Reggae Max: Anthony B               | 2002         | Jet Star  | CD     | składanka z serii "Reggae Max"                                     |
| 3.   | Voice of Jamaica, Vol. 2: Anthony B | 2003         | Tha Jam   | CD     | składanka z serii "Voice of Jamaica"                               |
| 4.   | Cold Blooded Murderer               | 2008         | No Doubt  | CD     | składanka "the best of"                                            |
| 5.   | Memories, Vol. 1                    | 2010         | Born Fire | CD     | składanka "the best of"                                            |

## Wspólnie z innymi wykonawcami
| Wykonawcy                                                     | Tytuł                                  | Data wydania | Wytwórnia        | Format |
| ------------------------------------------------------------- | -------------------------------------- | ------------ | ---------------- | ------ |
| Anthony B & Sizzla                                            | 2 Strong                               | 1998         | Star Trail       | CD, LP |
| Anthony B, Contractor, Johnny P & Ricky General               | Anthony B & I-Dren: DJ Reggae Showcase | 1998         | Jamaican Vibes   | CD     |
| Anthony B & Junior Timba                                      | Nazarene Vow                           | 1999         | Charm / Jet Star | CD     |
| Anthony B & Capleton                                          | One Mission                            | 1999         | J&D              | CD     |
| Anthony B, Sizzla & Luciano                                   | 3 Wise Men                             | 1999         | J&D              | CD, LP |
| Anthony B, Sizzla & Luciano                                   | We Three Kings                         | 2001         | Artists Only!    | CD     |
| Anthony B, Jah Mason & Steve Machete                          | Saddle To the East                     | 2001         | Brickwall        | CD     |
| Anthony B, Sizzla, Luciano & Yami Bolo                        | 4 Rebels, Vol. 1                       | 2001         | VP               | CD, LP |
| Anthony B, Sizzla, Capleton, Luciano & Junior Kelly           | Five Disciples, Part 1                 | 2001         | Penitentiary     | CD, LP |
| Anthony B, Capleton & Luciano                                 | We Three Kings, Vol. 2                 | 2002         | Artists Only!    | CD     |
| Anthony B, Sizzla, Capleton & Luciano                         | Four The Hardway                       | 2002         | 2B1              | CD     |
| Anthony B, Sizzla, Capleton & Junior Kelly                    | Kings of Zion, Part 1                  | 2002         | Charm / Jet Star | CD, LP |
| Anthony B, Sizzla, Capleton, Admiral Tibet & Michael Fabulous | 5 Blazing Fire                         | 2002         | Fire Ball        | CD     |
| Anthony B & Lutan Fyah                                        | World Crisis                           | 2003         | Higher Ground    | CD     |
| Anthony B, Sizzla, Luciano & Mikey General                    | 4 Rebels, Vol. 2                       | 2003         | RAS              | CD     |
| Anthony B, Sizzla, Capleton, Luciano & Junior Kelly           | Five Disciples, Part 2                 | 2003         | Penitentiary     | CD, LP |
| Anthony B, Sizzla, Capleton, Luciano & Junior Kelly           | Five Disciples, Part 3                 | 2004         | Penitentiary     | CD, LP |
| Anthony B & Luciano                                           | Jah Warrior III                        | 2005         | Penitentiary     | CD, LP |
| Anthony B, Sizzla, Capleton & Turbulence                      | Kings of Zion, Part 3                  | 2005         | Charm / Jet Star | CD, LP |
| Anthony B, Sizzla, Capleton, Lutan Fyah & Junior Kelly        | Five Disciples, Part 4                 | 2006         | Penitentiary     | CD, LP |
| Anthony B, Jah Mason & Turbulence                             | The Pow Pow Triology                   | 2008         | Pow Pow          | CD     |

## Inne
Anthony B wydał blisko 300 singli na winylach 7" i 12".
Wiele jego piosenek znalazło się na różnych składankach z muzyką reggae/dancehall, m.in. na seriach składanek riddimowych Riddim Driven (VP Records) oraz Greensleeves Rhythm Album (Greensleeves Records), a także na wielu innych kompilacjach.